# Paul Kurtz
Paul Kurtz (angleška izgovorjava /kɜːrts/,  ameriški filozof, zagovornik skepticizma in sekularnega humanizma, * 21. december 1925, † 20. oktober 2012. 
Kurtz je ustanovil založniško hišo Prometheus Books leta 1969. Bil je tudi ustanovitelj in nekaj časa tudi predsednik Odbora za skeptičene raziskave, Sveta za sekularni humanizem in Centra za raziskave. Bil je odgovorni urednik  revije Svobodne razskave (Free Inquiry), publikacije Sveta za sekularni humanizem. Bil je profesor filozofije na Državni univerzi New York v Buffalu.
Bil je sopredsednik Mednarodne zveze za humanizem in etiko od leta 1986 do 1994, sodelavec Ameriškega združenja za napredek znanosti, predsednik Mednarodne akademije za humanizem. Kot član Ameriškega humanističnega združenja, je prispeval k nastanku Humanističnega manifesta II. V letih 1967-78 je bil urednik revije "Humanist".
Kurtz je objavil več kot 800 člankov ter napisal in uredil več kot 50 knjig. Nekatere njegove knjige so bile prevedene v več kot 60 jezikov.

## Zgodnja leta
Rojen je bil v Newarku, New Jersey, v judovski družini, mami Sari Lasser in očetu Martinu Kurtzu. Diplomiral je na Univerzi v New Yorku. Magisterij in doktorat filozofije je opravil na Univerzi Columbia. V mladosti je simpatiziral s politično levico, vendar je kasneje dejal, da ga je služenje v vojski Združenih držav Amerike med drugo svetovno vojno naučilo pravilno ovrednotiti nevarnosti, ki jo predstavlja ideologija. Videl je koncentracijski taborišči Buchenwald in Dachau, ko sta bili osvobojeni, in postal razočaran nad komunizmom, ko je videl, kako se ruski suženjski delavci, ki so bili odpeljani v nacistično Nemčijo s silo, po koncu vojne niso hoteli vrniti nazaj v Sovjetsko zvezo.

## Sekularni humanizem
Kurtz je bil velik zagovornik sekularnega humanizma v okviru kulturnega boja proti krščanskemu fundamentalizmu v ZDA. "Prvi humanistični manifest" izdan leta 1933 je še tesno povezan z religijo, medtem ko ga je želel Kurtz osvoboditi vsakršnih povezav z religijo in religioznimi vsebinami. Njegova prizadevanja niso šla neopaženo mimo fundamentalističnih kristjanov, ki so v njem videle nevarnega ateista, zato je njihovo protipropagando izrabljal sebi v prid in si na ta račun širil krog simpatizerjev in privržencev. Ustanovil je neprofitno, izobraževalno Združenje za sekularni humanizem in ga kasneje skupaj s Komitejem za skeptična raziskovanja (CSI), ki se ukvarja s proučevanjem nadnaravnega, razširil v Center za raziskave  (CFI). Delovanje CFI-ja je v naslednjih desetletjih razširil izven ZDA po svetu. Zunaj ZDA obstajajo mdr. v Londonu, Amsterdamu, v Varšavi, Moskvi, Pekingu, Hyderabadu, Torontu, Dakarju, Buenos Airesu in Katmanduju. Medtem ko je Kurtz skrbel pretežno za vsebino in populariziranje skepticizma, je organizacijski vidik vseh teh združenj prevzel soustanovitelj, sociolog Marcello Truzzi.
Leta 1999 je Kurtz prejel  Mednarodno humanistično nagrado, ki mu jo je podelila Mednarodna humanistična in etična unija (IHEU). Naredil je veliko za razširitev in promocijo IHEU-ja kot član komiteja IHEU-ja za širitev in razvoj (skupaj z Lévijem Fragellom in Robom Tielmanom). Leta 2000 je prejel Mednarodno racionalistično nagrado, ki jo podeljuje združenje Rationalist International. V letu 2001 je razpravljal s krščanskim filozofom Williamom Lane Craigom o bistvu morale in moralnosti.
Kurtz je verjel, da bi morali neverni člani skupnosti imeti pozitiven pogled na življenje. Skepticizem do religije je po Kurtzu edini način sekularnega humanizma.

## Kritika paranormalnega
Drug vidik Kurtzove zapuščine je njegova kritika paranormalnih pojavov. V letu 1976 je CSI začel izdajati uradno glasilo Skeptical Inquirer. Kot Martin Gardner, Carl Sagan, Isaac Asimov, James Randi, Ray Hyman in drugi, tudi Kurtza uvrščamo med popularizatorje znanstvenega skepticizma in kritičnega razmišljanja, kadar gre za trditve o paranormalnih pojavih.
Kurtz v delu Transcedentalna skušnjava (The Transcendental Temptation, 1986), koliko dokazljive so trditve Mojzesa, Jezusa in Mohameda, kot tudi ustanoviteljev raznih protestantskih ločin v ZDA (Joseph Smith, Ellen White). V delu se nahaja tudi kritika parapsihologije.

### Evpraksofija
Kurtz je ustvaril izraz eupraxsophy (poslovenjeno evpraksofija), ki pomeni primer filozofije in življenjske drže brez religijskih vsebin, kot sta posvetni humanizem in konfucijanstvo, ki shajata brez vere v nadnaravno. Evpraksofija je nereligiozna življenjska drža oziroma svetovni nazor, ki poudarja neodvisnost etike od religije. To neodvisnost je mogoče doseči z racionalnimi metodami, kot so logika, opazovanje in znanost (namesto vere, mistike ali razodetja). Beseda je nastala na podlagi grških besed za "dobro", "praksa", in "modrost". 

## Priznanja
Po njem je poimenovan asteroid 6629 Kurtz.